# Avača
Avača (rusky Авача) je řeka na jihovýchodě poloostrova Kamčatka v Kamčatském kraji v Rusku. Je dlouhá 122 km. Plocha povodí měří 5090 km².

## Průběh toku
Odtéká z jezera Avačinskoje. Ústí do Avačinské zátoky Tichého oceánu, přičemž vytváří deltu.

## Vodní režim
Zdrojem vody jsou sněhové a dešťové srážky, podzemní voda a ledovce. Průměrný průtok vody činí přibližně 136 m³/s. Zamrzá na konci prosince, avšak v ústí už v listopadu a rozmrzá v březnu. V zimě jsou charakteristické ledové zátarasy. V povodí se nacházejí studené i horké minerální prameny, k nejznámějším patří Timonovské prameny. Do trdlišť migrují tichooceánští lososi.